# Moïse Bombito
Moïse Bombito Lumpungu (Montreal, 30 de marzo de 2000) es un futbolista canadiense que juega como defensa en el O. G. C. Niza de la Ligue 1 de Francia.

## Selección nacional
En junio de 2023 Bombito integró la selección de Canadá para las Finales de la Liga de Naciones Concacaf 2022-23, como reemplazo por lesión de Derek Cornelius. Posteriormente integró el equipo de 23 nombres para la Copa de Oro de la Concacaf 2023. Bombito debutó en el partido inaugural del torneo el 27 de junio contra Guadalupe.
Fue parte del plantel que disputa la Copa América 2024, donde acusó ser víctima de racismo en redes sociales.

### Participaciones en Copas América
| Torneo            | Sede           | Resultado     | Partidos | Goles |
| ----------------- | -------------- | ------------- | -------- | ----- |
| Copa América 2024 | Estados Unidos | Cuarto puesto | 6        | 0     |